# 梅翁院
梅翁院（ばいおういん）は、長野県長野市松代町にある曹洞宗の寺院。

## 歴史
1672年（寛文12年） 、真田信之の側室、玉川右京とその両親を弔うために真田家によって創建された寺で、永平寺および總持寺の両方の末寺とされる。開山は稟室大承。
松代藩で養鯉が奨励されていたことがうかがえる「魚濫観音像」(鯉に乗る観音像)は江戸時代中期に作られたと伝わっており、近年は板前など調理を仕事とする人に信奉されている。また、1991年（平成3年）に松代出身の山上武夫作詞・海沼實作曲の童謡「見てござる」の歌碑が境内に建立された。 